# Zoocosmius leptis
Zoocosmius leptis là một loài bọ cánh cứng trong họ Cerambycidae.